# Melcior Gelabert
Melcior Gelabert (Ribesaltes, 1709 - Ribesaltes, 1757) va ser un prevere, teòleg i escriptor d'origen jueu, de la meitat del segle xviii.

## Biografia
Estudià a Perpinyà, on obtingué el títol de Doctor en Teologia.

## Obra
Escrigué, amb Simó Salamó també rossellonès, prevere i doctor en teologia del bisbat d'Elna, obres en llatí: Compendiosa regula cleri (1753), Preparatio proxima ad mortem compendiosae regulae cleri ab iisdem auctoribus edita (1756), Regula cleri ex sacris litteris Sanctorum Patrum monimentis ecclesiasticisque sanctionibus excerpta (1757) i en particular, és autor d'un llibre en català, Regla de vida (mult útil als pobres y al menut poble, y molt saludable als richs y a les persones iluminades) (1753), que constitueix una obra cabdal de la literatura de l'època i que manifesta la penetració del gust francès en la forma i de l'esperit francès en el fons. Escrigué una Regla de vida... (1755), d'estil i de llenguatge molt acurats. Aquesta obra fou completada per l'obra també escrita conjuntament Manual de càntics que se canten en les missions que se fan en lo bisbat d'Elna (1755), primer intent d'adaptació del vers alexandrí a la poesia catalana, que mostra la faceta missionera dels ordes religiosos, també bon termòmetre per a mesurar, entre altres coses, la identitat catalana de la feligresia de la Catalunya del Nord, ja esdevinguda part de França.